# Akella
Akella – rosyjska firma, specjalizująca się w produkcji, publikacji oraz dystrybucji gier komputerowych i programów multimedialnych. Firma zawiera pięć zespołów producentów, studio wydawnicze, centrum dystrybucji, dział lokalizacyjny oraz zespół testerów. W sumie w Akelli pracuje ponad 170 osób. Siedziba firmy mieści się w Moskwie.
Akella wydaje gry na platformę Windows, Xbox oraz PlayStation 2.

## Gry wydane lub wyprodukowane przez Akellę
- Sea Dogs (2000)
- Age of Sail II (2001)
- Persian Wars (2001)
- Privateers Bounty (2002)
- Piraci z Karaibów (2003)
- Age of Pirates: Opowieści z Karaibów (2006)
- Age of Pirates II: The City of Abandoned Ships (2007)
- Stroke of Fate: Operacja Walkiria (2009)
- Stroke of Fate: Operacja Bunkier (2009)
- Disciples III: Odrodzenie (2009)
- Sea Dogs: To Each His Own (2012)
- Disciples 3: Reincarnation (2014)[1]